# 11349 Віттен
11349 Віттен (11349 Witten) — астероїд головного поясу, відкритий 3 травня 1997 року.
Тіссеранів параметр щодо Юпітера — 3,520.